# Deutsches Patentinformationssystem
Das Deutsche Patentinformationssystem, kurz DEPATIS, ist ein Suchsystem für Patentdokumente des Deutschen Patent- und Markenamts. Der Zugriff erfolgt heute über das elektronische DEPATISnet.

## Umfang der Datenbasis
DEPATIS ermöglicht die Suche in
- allen deutschen Patentdokumenten seit 1877 (Patentschriften, Offenlegungsschriften, Auslegeschriften, Gebrauchsmusterschriften);
- dem Großteil der Patentdokumente der anderen großen Patentämter der Welt. Darunter:
  - USA ab 1790
  - Schweiz ab 1888
  - Frankreich und Großbritannien ab 1920
  - Korea ab 1970
  - Japan (engl. Abstracts) ab 1976

Anfang 2014 waren insgesamt 88 Millionen Dokumente über DEPATIS einsehbar, von denen die 60 % als PDF-Faksimile (fotografische Abbildung) vorhanden sind.

## Geschichte
DEPATIS wurde Ende 1998 in Betrieb genommen. Zunächst war es nur für die Patentprüfer innerhalb des Amtes zugänglich. Mit der Einführung von DEPATISnet im Jahre 2000 wurde auch ein Zugang für die Öffentlichkeit eingerichtet. Seit 2004 werden die deutschen Patentdokumente, die das Deutsche Patent- und Markenamt jede Woche veröffentlicht, nicht mehr in den Auslegehallen als gedruckte Blätter ausgelegt, sondern nur noch elektronisch bereitgehalten.